# Short Skirts
Short Skirts è un film muto del 1921 diretto da Harry B. Harris. La sceneggiatura di Doris Schroeder si basa su What Can You Expect, storia firmata da Alice L. Tildesley e pubblicata su The Saturday Evening Post .

## Produzione
Il film fu prodotto dalla Universal Film Manufacturing Company con il titolo di lavorazione What Can You Expect?.

## Distribuzione
Il copyright del film, richiesto dalla Universal Film Manufacturing Co., fu registrato il 29 giugno 1921 con il numero LP16728.
Distribuito dalla Universal Film Manufacturing Company e presentato da Carl Laemmle, il film uscì nelle sale cinematografiche statunitensi nel luglio 1921. In Portogallo, dove fu distribuito il 31 agosto 1923, venne ribattezzato con il titolo Saia Curta.
Non si conoscono copie ancora esistenti della pellicola che viene considerata presumibilmente perduta.